# Usseaux
Usseaux (französisch; italienisch Usseauso, okzitanisch Usseaus bzw. gelegentlich auch Useaou, piemontesisch Ussò) ist eine italienische Gemeinde in der Metropolitanstadt Turin (TO), Region Piemont.

## Lage und Einwohner
Usseaux liegt knapp 80 km westlich von Turin im alpinen Val Chisone und ist Teil des Naturpark Orsiera – Rocciavrè und der Comunità Montana Valli Chisone e Germanasca. Der Ort liegt im Chisone-Tal auf einer Höhe von 1416 m über dem Meeresspiegel. Das Gemeindegebiet umfasst eine Fläche von 37 km² und hat 173 Einwohner (Stand 31. Dezember 2023). Zur Gemeinde gehören neben dem Hauptort Usseaux auch die Weiler Balboutet (Finale), Fraisse (Frassineto), Laux (Lauso) und Pourrieres (Purrieri). 
Die Nachbargemeinden sind Exilles, Chiomonte, Gravere, Meana di Susa, Pragelato und Fenestrelle.

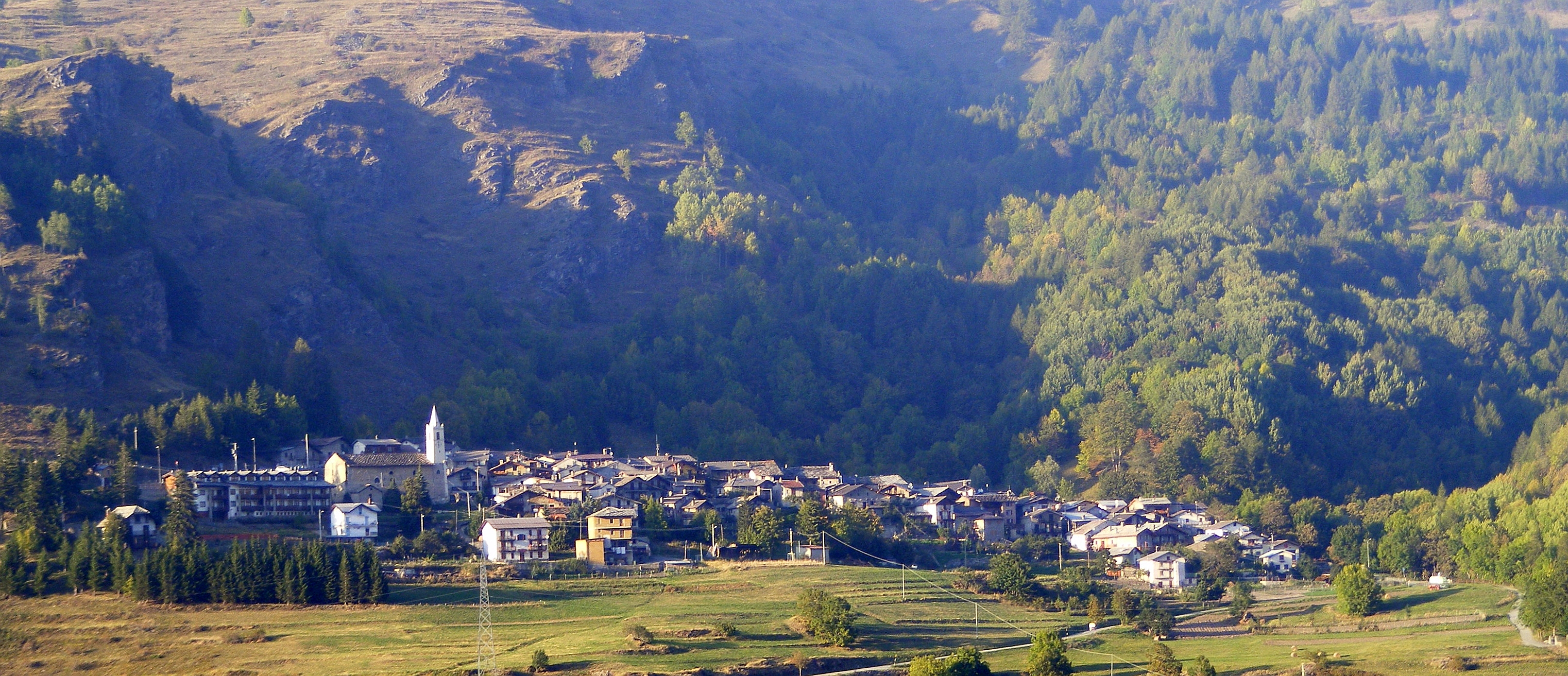
Panorama

## Geschichte

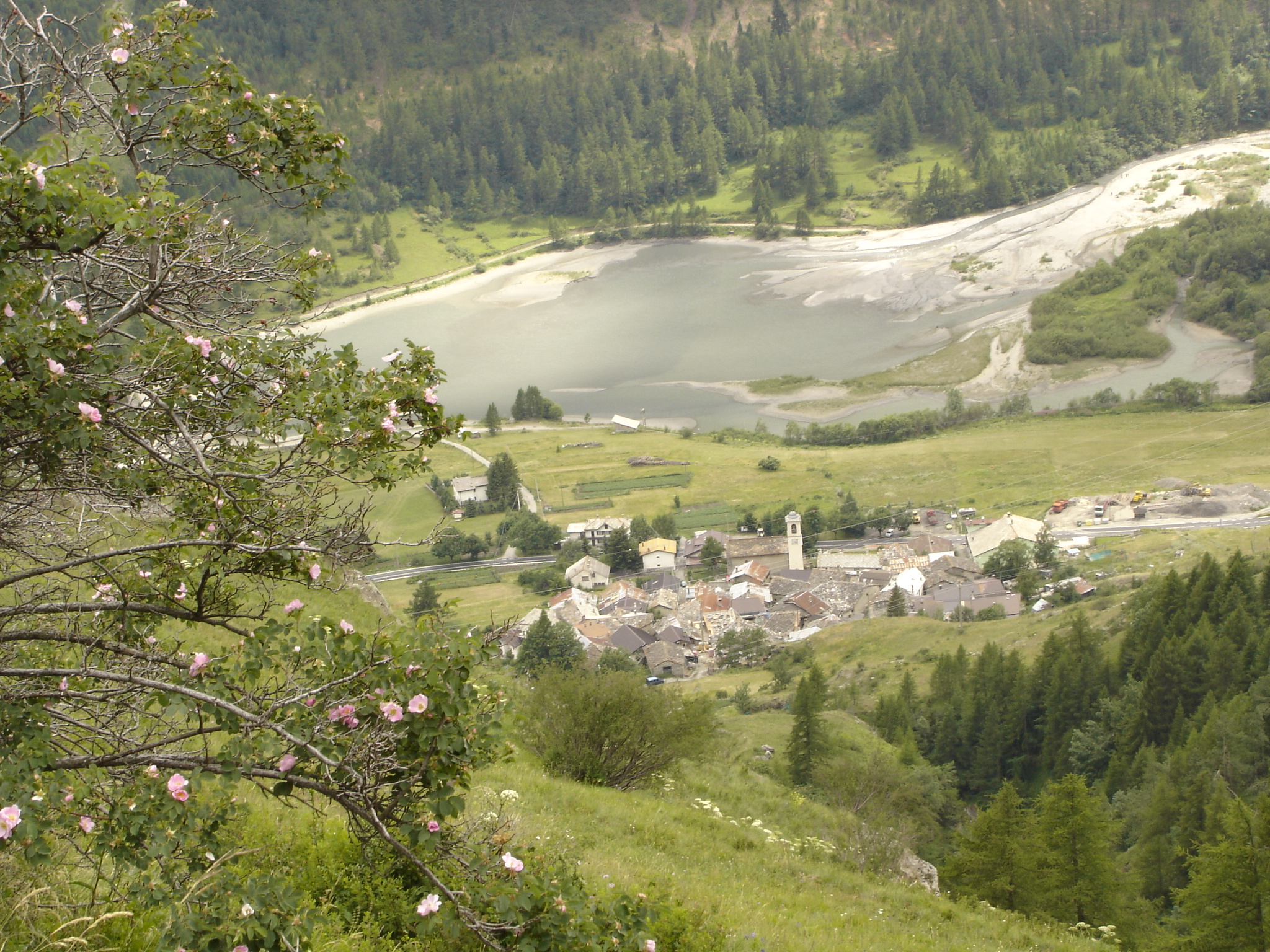
Fraktion Pourrières

Der Name Usseaux hat keltischen Ursprung von uxellos, was hoch bedeutet. Die Stadt wurde von Julius Cäsar durchquert, der in De Bello Gallico von dem Dorf namens Occellum spricht. Die Ursprünge der Dörfer von Usseaux sind mit den Völkern verbunden, die im Laufe der Zeit das obere Chisone-Tal bewohnten. Ligurier, Kelten, Römer, Barbaren, Byzantiner, Provenzaler, Langobarden und Sarazenen. Die ersten dokumentierten Nachrichten über die Existenz der ältesten Dörfer von Usseaux stammen aus dem Jahr 1064, als Gräfin Adelaide die Abtei Santa Maria di Pinerolo gründete und ihr die Gebiete des oberen Tals schenkte. In den folgenden Jahrhunderten folgten die Dörfer von Usseaux der Geschichte des oberen Chisone-Tals und durchquerten die Dauphiné, das Königreich Frankreich, das Herzogtum Savoyen bis zur Vereinigung Italiens im Jahr 1860. Zwischen dem 18. und 19. Jahrhundert gehörte die Landschaft von Usseaux der Familie der Grafen Brunetta d'Usseaux.
Die Dörfer von Usseaux waren auch Teil der Republik der Escartons, was eine einzigartige Verwaltungserfahrung dieser Art darstellte. Die Republik wurde von einer Föderation aus fünf unabhängigen Territorien regiert, den Escartons, die Briançon, Queyras, Casteldelfino, Pragelato und Oulx entsprachen. Dank einer Verfassung, die von über 50 Gemeinden unterzeichnet wurde, wurde die Bevölkerung dieser Alpentäler zwischen Italien und Frankreich von der feudalen Knechtschaft befreit und erhielt eine Reihe von Rechten.
Seit 2011 ist Usseaux Träger der Bandiera Arancione, einem italienischen Qualitätssiegel im Bereich Tourismus und Umwelt. Verliehen wird dieses Gütesiegel durch den Touring Club Italiano (TCI) an kleine Gemeinden im italienischen Hinterland.
Sie gehört auch dem Verein I borghi più belli d’Italia (Die schönsten Dörfer Italiens) an. Diese private Vereinigung fördert kleine, meist mittelalterliche Zentren Italiens, mit herausragendem historischem und künstlerischem Interesse. Außerdem ist Usseaux mit dem grünen Legambiente-Banner für Nachhaltigkeit in den Alpen ausgezeichnet worden.